# (13174) Timossi
(13174) Timossi (1996 CT8) – planetoida z pasa głównego asteroid okrążająca Słońce w ciągu 4,32 lat w średniej odległości 2,65 j.a. Odkryta 14 lutego 1996 roku.